# Pat Buchanan
Patrick Joseph Buchanan, detto Pat (Washington, 2 novembre 1938), è un politico statunitense.

## Biografia
È stato consigliere dei presidenti statunitensi Richard Nixon, Gerald Ford e Ronald Reagan, è stato inoltre il primo conduttore del programma della CNN Crossfire. Si candidò senza successo alle primarie Repubblicane per le elezioni presidenziali del 1992 e del 1996. Nel 2000 ha partecipato alle elezioni presidenziali col Partito della Riforma, sua vice candidata era Ezola Foster.
È cofondatore della rivista The American Conservative e di una fondazione paleoconservatrice, The American Cause. Ha pubblicato su Human Events, National Review, The Nation e Rolling Stone. È stato commentatore politico sulla televisione via cavo MSNBC, incluso lo show politico Morning Joe fino al febbraio 2012. Inoltre è stato ospite frequente della trasmissione The McLaughlin Group dagli anni ottanta alla chiusura dello show. Spesso ospite di Hannity and Colmes, ora appare saltuariamente su Fox News.
Le sue posizioni politiche possono essere definite paleoconservatrici: in particolare la sua opposizione all'imperialismo americano e allo stato manageriale ricordano quelle della Old Right della prima metà del XX secolo.
È un lontano parente di Marilyn Manson.

## Opere
- (EN) The New Majority: President Nixon at Mid-Passage, 1973.
- (EN) Conservative Votes, Liberal Victories: Why the Right Has Failed, 1975.
- (EN) Right from the Beginning, Boston, Little, Brown, 1988.
- (EN) The Great Betrayal: How American Sovereignty and Social Justice Are Being Sacrificed to the Gods of the Global Economy, 1998.
- (EN) A Republic, Not an Empire: Reclaiming America's Destiny, 1999.
- (EN) The Death of the West: How Dying Populations and Immigrant Invasions Imperil Our Country and Civilization, New York, NY, St. Martin's Press, 2002.
- (EN) Where the Right Went Wrong: How Neoconservatives Subverted the Reagan Revolution and Hijacked the Bush Presidency, 2004.
- (EN) State of Emergency: The Third Invasion and Conquest of America, Thomas Dunne, 2006.
- (EN) Day of Reckoning: How Hubris, Ideology, and Greed Are Tearing America Apart, 2007.
- (EN) Churchill, Hitler, and The Unnecessary War: How Britain Lost Its Empire and the West Lost the World, New York, NY, Crown Forum, 2008.
- (EN) Suicide of a Superpower: Will America Survive to 2025?, 2011.
- (EN) The Greatest Comeback: How Richard Nixon Rose from Defeat to Create the New Majority, New York, NY, Crown Forum, 2014, ISBN 978-055341863-7.
- (EN) Nixon's White House Wars. The Battles That Made and Broke a President and Divided America Forever, New York, NY, Crown Forum, 2017, ISBN 978-110190284-4.